# Hoplitis quarzazati
Hoplitis quarzazati is een vliesvleugelig insect uit de familie Megachilidae. De wetenschappelijke naam van de soort is voor het eerst geldig gepubliceerd in 1998 door van der Zanden.